# Вербенський Михайло Георгійович
Вербенський Михайло Георгійович (народ. 1 січня 1956 р у с. Попівка Новгород-Сіверського району Чернігівської області ) - генерал-полковник міліції, доктор юридичних наук, професор.

## Освіта
1986 — закінчив Вище політчичне училище імені 60-річчя ВЛКСМ МВС СРСР 
1992 — закінчив Академію МВС РФ (ад’юнктуру)
1992 — отримав ступінь кандидата юридичних наук 
2004 — отримав вчене звання доцента
У 2010 — отримав науковий ступінь доктора юридичних наук 
У 2012 — отримав вчене звання професора

## Трудова діяльність
1974-1976 — служба у Збройних силах
У 1976-1982 — працював у відділі внутрішніх справ Чернігівського міськвиконкому УВС Чернігівської області
1982-1986 — слухач Вищого політичного училища ім. 60-річчя ВЛКСМ МВС СРСР
1986-1989 — працював в УВС чернігівського облвиконкому
1989-1992 — ад’ютант кафедри кримінології та організації профілактики злочинів Академії МВС РФ. Після навчання повертається до УВС Чернігівської обл. (1992-1995)
У 1995-1997 — заступник начальника управління правового забезпечення — начальник відділу піготовки проектів відомчих нормативних актів Штабу МВС України
У 1997-1998 — заступник начальника Головного штабу-начальник управління правового забезпечення МВС України
У 1998-2001 — перший заступник начальника Головного штабу МВС України
У 2001-2003 — заступник Голови державного департаменту України з питань виконання покарань
У 2003-2005 — перший заступник Голови державного департаменту України з питань виконання покарань у зв’язках з Верховною Радою України
У 2005-2007 — Заступник Міністра внутрішніх справ України — начальник Головного штабу
У 2007 році — радник Міністра внутрішніх справ України
У 2007-2010 — Заступник Міністра внутрішніх справ України — начальник Головного штабу
У 2010-2014 — начальник Державного науково-дослідного інституту України
У 2014-2015 — начальник Головного штабу МВС України
У 2015-2018 — директор Департаменту аналітичної роботи і організації управління МВС України
З вересня 2018 року — член Центральної виборчої комісії України

## Відзнаки
У 2002 році нагороджений Грамотою Верховної Ради України “За заслуги перед Українським народом”.
У 2005 році присвоєно почесне звання заслужений юрист України.
Автор близько 150 публікацій, у тому числі монографій і навчальних посібників.
Основні напрямки наукової діяльності: кримінологія, кримінально-виконавче право, управління в правоохоронних органах, правове забезпечення діяльності правоохоронних органів, кримінологічні проблеми протідії злочинності, соціальні наслідки злочинності.